# Otto Staudinger
Otto Staudinger (Groß Wüstenfelde, 2 mei 1830 - Luzern, 13 oktober 1900) was een Duits entomoloog en insectenhandelaar.
Otto Staudingers werd geboren in 1830 en was de zoon van Johann Diederich Andreas Staudinger en Adolfine Staudinger (geboren Schröder). Hij groeide op in Groß Wüstenfelde en kreeg thuis onderwijs van een leraar die kevers verzamelde, zodoende kwam hij al op 7-jarige leeftijd in aanraking met de entomologie en begon zelf ook insecten en voornamelijk vlinders te verzamelen. Toen hij in oktober 1849 aan zijn geneeskunde studie begon in Berlijn had hij al een aanzienlijke collectie. De inspirerende zoölogie lezingen en lessen op de universiteit zorgden ervoor dat hij ervoor koos om uiteindelijk een studie natuurwetenschappen te gaan volgen. Samen met diverse andere Duitse entomologen ging hij in die tijd op veel excursies om insecten te verzamelen en hij had ook goede contacten met diverse andere verzamelaars. 
In het najaar van 1851 werd Staudinger ziek en verliet hij Duitsland om te herstellen. Zo bracht hij half mei tot half augustus 1852 in Genève en in de omgeving van de Mont Blanc door. Daarna zwierf hij over de Simplonpas tot Genua, vervolgens langs Marseille en Montpellier, waar hij bleef tot Eind november en contacten legde met Franse entomologen en verzamelaars. Na een korte terugkeer naar huis, reisde hij in januari 1853 weer naar Parijs om zijn Frans te perfectioneren en Italiaans en Engels te leren. Pas in 1853 vervolgde hij zijn studie in Berlijn weer.
Staudinger ondernam vele verzamel-expedities met andere entomologen, zoals in 1860 naar Noorwegen en Finnmark (met MF Wocke), in 1862 naar Castilië, La Granja en San Ildefonso en in 1866 reisde hij naar Zuid-Frankrijk en de Ardèche en vervolgens naar de Cilicische Taurus (met E. Funke). In 1875 volgde reizen naar Turkije en Amasya (met E. Funke en F. Zach). Met zijn echtgenote en moeder bezocht hij in 1880 Zuid-Spanje en Granada en met zijn zoon en A. Bang-Haas verzamelde hij in 1884 insecten in Castilië en San Ildefonso en reisde met een omweg naar Lissabon. Naast kortere reizen naar de Alpen volgde in 1887 zijn laatste grote reis naar Algerije, Biskra. Deze expedities bekostigde hij met de verkoop van insecten collecties en met behulp van zijn vader nam deze handel uiteindelijk serieuze vormen aan. Otto Staudinger overleed op 13 oktober 1900 tijdens een vakantiereis in Luzern.

## Werken
Een van zijn meest waardevolle bijdragen is de publicatie van drie catalogi van de vlinder fauna van Europa 
en uiteindelijk van heel het Palearctisch gebied, hij beschreef de macrolepidoptera en Maximilian Ferdinand Wocke nam 
de microlepidoptera voor zijn rekening.   
Enkele werken zijn : 
- 1861: Met Wocke, M. F.: Catalog der Lepidopteren Europa’s und der angrenzenden Länder. – Dresden.
- 1871: Met Wocke, M. F.: Catalog der Lepidopteren des Europaeischen Faunengebiets. – Dresden (Burdach).
- 1871: Beitrag zur Lepidopteren-Fauna Griechenlands. – Horae societatis entomologicae rossicae.
- 1878–1881 : Lepidopteren-Fauna Kleinasien`s. – Horae societas entomologicae rossicae
- 1884–1888: Met Schatz, E.: Exotische Schmetterlinge. 2 delen.
- 1886–1887: Centralasiatische Lepidopteren. – Stettiner entomologische Zeitung.
- 1892: Die Macrolepidopteren des Amurgebietes. – Mémoires sur les Lépidoptères.
- 1892: Lepidopteren des Kentei-Gebirges. – Deutsche Entomologische Zeitschrift
- 1894: Hochandine Lepidopteren. – Deutsche Entomologische Zeitschrift
- 1898: Lepidopteren des Apfelgebirges. – Deutsche Entomologische Zeitschrift
- 1901: Met Rebel, H. : Catalog der Lepidopteren des palaearctischen Faunengebietes. – Berlin

## Taxa
Het effect dat Staudinger heeft gehad als initiatiefnemer van entomologisch en algemeen biologisch onderzoek op vele continenten is niet te onderschatten. Hij kocht niet alleen verzamelingen uit het oostelijk Palearctisch gebied en van vele tropische gebieden, maar hij heeft ook specifiek verzamelaars gestuurd naar entomologisch weinig bekend of geheel onontgonnen gebieden.
De taxonomische verwerking van deze verzamelingen was Staudinger's echte levens werk. Hij beschreef Honderden, zo niet duizenden nieuwe taxa, met name de families van de zogenaamde Macrolepidoptera. Veel taxa zijn ook vernoemd naar Staudinger.
Het werd een van 's werelds toonaangevende experts op het gebied van de Lepidoptera en de grootte van zijn collectie
wordt geschat op tussen de 2 en 3 miljoen exemplaren. Staudinger's privécollectie met de door hem beschreven typesoorten en zijn verzameling Palaearctische Microlepidoptera en Macrolepidoptera rupsen worden bewaard in het Zoölogisch Museum van de Humboldt Universiteit in Berlijn. 
- CiNii: DA13717857
- Gemeinsame Normdatei: 11722345X
- International Standard Name Identifier: 0000 0001 1821 6238
- Library of Congress Control Number: n88216170
- Nationale Bibliotheek van Tsjechië: pna2018999591
- Nationale bibliotheek van Australië: 35991560
- Nationale Bibliotheek van Israël: 987007428972205171
- Nederlandse Thesaurus van Auteursnamen: 156359936
- Istituto Centrale per il Catalogo Unico: RMSV038740
- Système universitaire de documentation: 164678743
- Trove: 1176247
- Virtual International Authority File: 54542772
- WorldCat: E39PBJdcy6CX4fy96qQvBtKPQq